# Senna (Film)
Senna ist ein von Asif Kapadia inszenierter britischer Dokumentarfilm aus dem Jahr 2010 über die Karriere des Formel-1-Fahrers Ayrton Senna. Deutscher Kinostart war am 12. Mai 2011.

## Handlung
Der Film erzählt die Formel-1-Karriere des Brasilianers Ayrton Senna von 1984 bis zu seinem Unfalltod beim Großen Preis von San Marino 1994 nach. Dabei werden zahlreiche, teilweise bislang unveröffentlichte Filmsequenzen und Fotos gezeigt, die von Zeitzeugen wie zum Beispiel Ron Dennis, Alain Prost, Frank Williams und Sennas Familie kommentiert werden. Erstmals sind im Film Aufnahmen von den Fahrerbesprechungen vor den Rennen zu sehen.

## Kritiken
„Spannender Dokumentarfilm über den brasilianischen Rennfahrer Ayrton Senna, der die Formel 1 ein Jahrzehnt lang dominierte, ehe er 1994 bei einem Wettkampf tödlich verunglückte. Die fesselnde Inszenierung stützt sich dabei ausschließlich auf weitgehend unbekannte Originalaufnahmen, die in einer virtuosen Montage mit Interviews von Freunden und Gefährten verbunden werden, wodurch auch der Privatmann zur Geltung kommt.“

„Die Dokumentation zeigt in beeindruckender Weise, Sennas Aufstieg vom Go-Kart in die Formel 1 und vergisst dabei nicht den Privatmenschen Senna mit all seinen Stärken und Schwächen zu zeigen“

## Auszeichnungen
- 2011: Publikumspreis für die beste ausländische Dokumentation beim Sundance Film Festival
- 2011: Publikumspreis beim Ghent International Film Festival
- 2011: Publikumspreis beim Los Angeles Film Festival (Bester internationaler Langfilm)
- 2011: Publikumspreis beim Melbourne International Film Festival
- 2011: Austin Film Critics Award (Bester Dokumentarfilm)
- 2011: British Independent Film Award (Bester Dokumentarfilm)
- 2011: Satellite Award (Bester Dokumentarfilm)
- 2012: British Academy Film Award (Bester Dokumentarfilm, Bester Schnitt)
- 2012: Evening Standard British Film Award (Bester Dokumentarfilm)
- 2012: London Critics’ Circle Film Award (Bester Dokumentarfilm)